# Christopher Kirsch
Christopher Kirsch (* 14. Juni 1968) ist ein deutscher Polospieler mit einem Handicap von 4 und gehört damit zu den besten Spielern Deutschlands.
Bereits sein Vater war Polospieler und so begann auch Kirsch im Alter von 12 Jahren im Hamburger Polo Club zu spielen und nimmt, seit er 18 ist, regelmäßig an den deutschen Meisterschaften in allen drei Spielklassen (Low Goal, Medium Goal, High Goal) teil. Er zog dabei auch in die Finale ein und errang mehrere Meistertitel. Außer in Deutschland spielte er auch in England.
1998 gelang ihm der erste Sieg für das „Team Rolex“ beim Centenial Cup – 100 Jahre Hamburger Polo Club, dem zu dieser Zeit höchstdotierten Turnier in Deutschland. 2008 vertrat er als Mannschaftskapitän, zusammen mit Eva Brühl, Max Bosch und Marco Kiesel, Deutschland bei der Europameisterschaft, wo das Team den 5. Platz errang.
Kirsch machte zunächst eine Banklehre und studierte anschließend Volkswirtschaft. 2001 gründete er die Pegasus Event Marketing, einen Veranstalter von Poloturnieren in Deutschland. 2005 erreichte Kirsch den Grade 1 der Hurlingham Polo Association und ist damit befugt, Spieler auszubilden. Er lebt auf Gut Aspern in Groß Offenseth-Aspern bei Hamburg.